# Воробьёва, Ирина Николаевна
Ири́на Никола́евна Воробьёва (30 июня 1958, Ленинград — 12 апреля 2022, Колорадо-Спрингс) — советская фигуристка, выступавшая в парном катании. В паре с Александром Власовым — призёр чемпионатов Европы и мира, чемпионка СССР 1976 года; в паре с Игорем Лисовским — чемпионка мира 1981 года и чемпионка Европы 1981 года. Заслуженный мастер спорта СССР.
В 1972 году 13-летняя Ирина Воробьёва в паре с Александром Власовым неожиданно заняла 2-е место на чемпионате СССР, выступая за ДСО «Труд» (Ленинград). Уже в первые годы Т. Н. Москвина поставила сложные интересные элементы, в том числе поддержку на одной руке со спуском также на одной руке.
После чемпионата мира 1977 года Александр Власов завершил выступления, Ирина позднее встала в пару с Игорем Лисовским, освоив сложные выбросы тройной сальхов и аксель в два с половиной оборота, а также исполняла спуск переворотом на выходе из поддержки. На соревнованиях в Японии NHK Trophy осенью 1979 пара чисто исполняет четверную подкрутку и прыжок тройной сальхов.
После завершения карьеры Воробьёва вместе с Лисовским выступала в Ледовом Театре Татьяны Тарасовой и Юрия Овчинникова «Все звёзды». В начале 1990-х годов уехала вместе с Лисовским в США, где занималась тренерской деятельностью в Колорадо.

Ушла из жизни 12 апреля 2022 года. Похоронена в России в Санкт-Петербурге на Гатчинском кладбище.

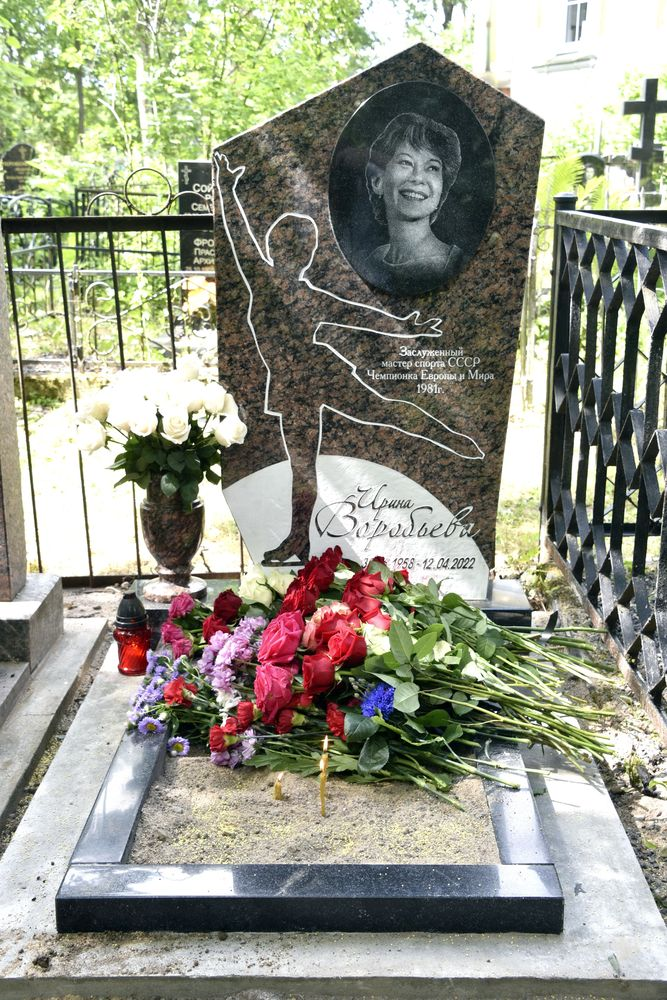
Могила Ирины Воробьевой на Гатчинском кладбище

## Семья
- Муж — Игорь Олегович Лисовский (род. 1954), советский фигурист, выступавший в одиночном и парном катании[4].
  - Дочь — Алиса Игоревна Лисовская, родилась в США[3][7]. Мастер спорта международного класса[8]. Выступала в американской команде по синхронному катанию[3]. По состоянию на 2025 год входит в список аттестованных тренеров по фигурному катанию на коньках Санкт-Петербурга[7].

## Спортивные достижения
(с Александром Власовым)
| Соревнования                     | 1971—72 | 1972—73 | 1973—74 | 1974—75 | 1975—76 | 1976—77 |
| -------------------------------- | ------- | ------- | ------- | ------- | ------- | ------- |
| Зимние Олимпийские игры          |         |         |         |         | 4       |         |
| Чемпионаты мира                  |         |         | 6       | 4       | 3       | 2       |
| Чемпионаты Европы                |         |         |         |         | 3       | 2       |
| Чемпионаты СССР                  | 2       |         | 3       |         | 1       | 2       |
| Приз газеты «Московские новости» |         | 1       |         |         | 2       |         |

(с Игорем Лисовским)
| Соревнования                     | 1978—79 | 1979—80 | 1980—81 | 1981—82 | 1982—83 |
| -------------------------------- | ------- | ------- | ------- | ------- | ------- |
| Чемпионаты мира                  | 4       |         | 1       | 5       |         |
| Чемпионаты Европы                | 2       |         | 1       | 3       |         |
| Чемпионаты СССР                  | 3       | 2       | 2       | 3       |         |
| NHK Trophy                       |         | 1       |         |         | 2       |
| Приз газеты «Московские новости» | 3       | 1       | 1       |         |         |